# 田中仁 (物理学者)
田中 仁（たなか ひとし）は、日本の物理学者。専門はプラズマ物理学。京都大学名誉教授。理学博士（京都大学）。

## 来歴
1978年（昭和53年）、静岡県立静岡高等学校卒業。京都大学理学部卒業。京都大学大学院理学研究科修士課程物理学第一専攻修了。京都大学大学院理学研究科博士後期課程物理学第一専攻修了。理学博士（京都大学）。2016年（平成28年）、京都大学大学院エネルギー科学研究科基礎科学専攻エネルギー物理学講座教授。京都大学名誉教授。

## 著書
- 『電磁波エネルギーがもたらす磁気再結合過程の研究』 田中 仁 2007[6]
- 『マイクロ波球状トカマク形成のための低アスペクト比トーラスプラズマ実験装置(LATE)』 田中 仁 名古屋 : プラズマ・核融合学会編集委員会 2006-08[7]